# 梅爾基奧群島

梅爾基奧群島在帕默群島的位置

梅爾基奧群島（英語：Melchior Islands）是南極洲的群島，屬於帕默群島的一部分，位於昂韋爾島和布拉班特島之間的南冰洋海域，該群島幾乎所有島嶼以希臘字母命名，島上無人居住。

## 島嶼

梅爾基奧群島地圖

- 阿爾法島
- 貝塔島
- 不來梅島
- 德爾塔島
- 埃普西隆島
- 伊塔島
- 伽馬島
- 卡帕島
- 拉姆達島
- 歐米加島
- 奧米克朗群島
- 帕韋永島
- 派群島
- 賽群島
- 羅群島
- 錫格馬群島
- 托群島
- 錫塔群島
- 特賴波德島

64°19′S 62°57′W / 64.317°S 62.950°W